# Дрест V
Дрест V — король пиктов в 579—580 годах.

## Биография
Согласно «Хронике пиктов», Дрест V правил один год между Талорком II и Галамом Кенналефом.
Он умер в 580 году.